# Maurice Iché
Maurice Iché (Illa, 27 de juliol del 1906 - 16 de gener del 2003) va ser professor, historiador i batlle d'Illa (Rosselló) (Catalunya del Nord).

## Biografia
Fou professor de ciències naturals i de matemàtiques, i director del curs complementari; el 1956 donà feina, com a mestre auxiliar de castellà, al pintor exiliat Manolo Valiente que acabaria consolidant-se com un dels artistes de referència de la Catalunya del Nord. Als anys 1957-1961 -pel cap baix- ensenyava al Col·legi Pierre Fouché d'Illa.
Va ser batlle de la seva ciutat natal del 1959 al 1977; el succeí a portar la faixa tricolor la mestra i exresistent Lucette Pla-Justafré. Durant el seu mandat maldà per recuperar les pintures murals de Sant Salvador de Casesnoves i per corregir la forma "Ille-sur-Têt" a una més correcta "Ille-sur-Tet". Animà la vida cultural de la seva vila, i hi contribuí fundant-hi el 1962 la revista Cahiers des Amis du Vieil Ille que ell mateix animà i on publicà nombrosos articles (selecció). També prestà suport actiu al moviment d'"Anciens combattants et prisonniers".
En reconeixement de la seva obra, Illa li dedicà un carrer.